# Алтинис, Эфстафиос
Эфстафиос Алтинис (греч. Ευστάθιος Αλτίνης, Эвстаке (Евстаце) Алтини, рум. Eustache (Eustație) Altini; 1772?, Загора Пелион, Османская империя — 1815, Яссы) — известный молдавский и румынский художник греческого происхождения, внёс стиль неоклассицизма в живопись княжества Молдавия.

## Биография

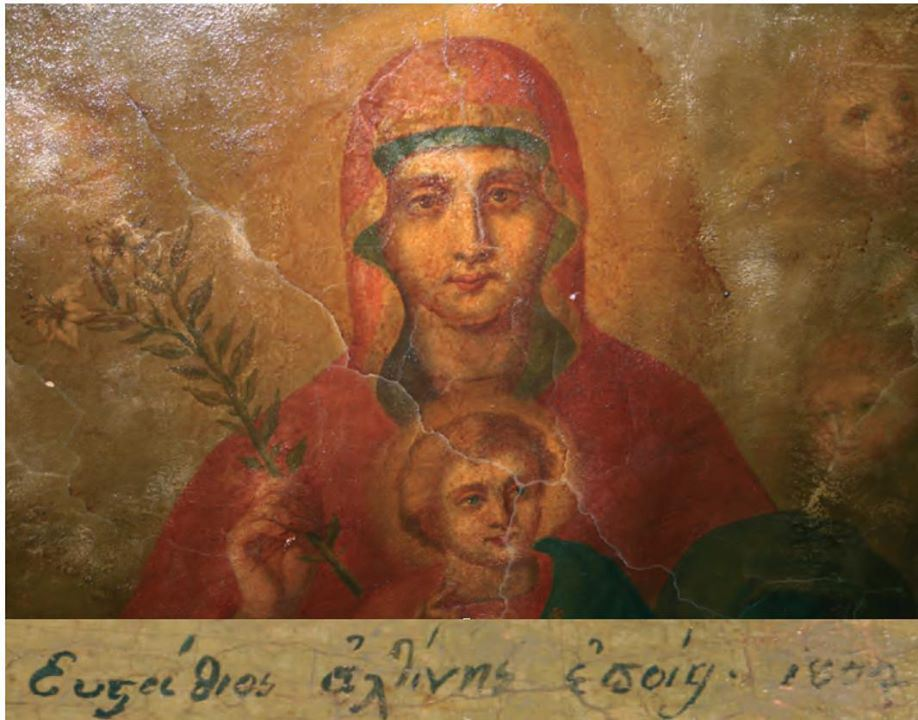
«Панагия», Церковь Всех Святых (Бану), Яссы.

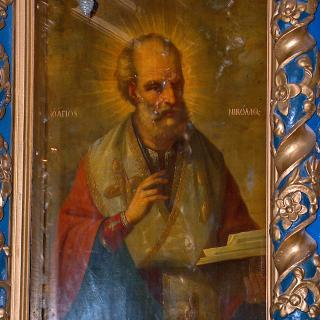
«Святой Николай», Церковь Сорока святых, Яссы.

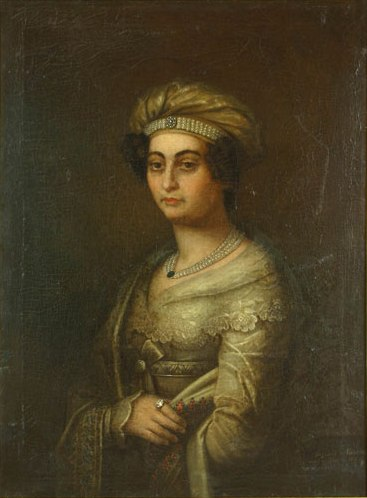
Женский портрет, холст, масло, Национальный музей искусств Румынии, Бухарест.

Ефстафий Алтинис родился в 1772 году в греческом селе Загора, на горе Пелион, тогда в пределах Османской империи.
Период его рождения и детства отмечен греческим восстанием, вызванным первой архипелагской экспедицией русского флота в ходе русско-турецкой войны (1768—1774) и последовавшим десятилетием гонений и террора против греческого населения.
Результатом гонений стал исход греческого населения, как из Пелопоннеса и Архипелага, так и из других греческих земель
Семья Алтиниса эмигрировала в 1780 году в полуавтономное Молдавское княжество, в Яссы, где по поручению султана правили греки-фанариоты.
Здесь Ефстафий стал учеником художника Nicolae, неизвестной национальности.
В 1789 году, при поддержке правителя Молдавии, был отправлен учиться живописи в Венскую академию изобразительных искусств, где учился
у художников Генриха Фюгера, Лампи Старшего и Губерта Маурера.
По другим источникам, учитывая то, что Молдавское княжество в период 1788—1791 находилось под контролем русской военной администрации, он был послан на учёбу в Вену князем Григорием Потёмкиным, который находился в Яссах в период 1790—1791.
В греческой историографии отмечается, что он был послан на учёбу в Вену господарем Валахии и Молдавии, греком-фанариотом Александром Ипсиланти (старшим).
В Вене Алтинис приобщился к искусству западно-европейской живописи. Как следствие, среди прочего, он ввёл перспективу и светотень в традиционную православную иконопись.
Вернувшись из Вены, он стал одним из пропагандистов стиля неоклассицизма и одним из первых румынских художников «академистов».
Преподавал живопись по маслу в Ясской академии (Academia Domnească din Iași).

## Художественная деятельность
Работа Ефстафия Алтиниса была сосредоточена на религиозной живописи.
Художник подписывал свои работы и делал надписи на греческом языке.
Он является автором (скульптура и живопись) интериора церкви «Бану» и "Святого Спиридона " в Яссах
Среди других его работ: иконы церкви «Святого Николая» (Балта — ныне Украина) (1803), потерянные сегодня, королевские иконы написанные по запросу Вениамина Костаки для церкви Святого Георгия в Яссах (старый кафедральный собор в Яссах), росписи кафедрального собора (Arhiepiscopia Romanului și Bacăului-Catedrala arhiepiscopală), осуществлённая по просьбе епископа Герасима (Gherasim Clipa-Barbovschi) и завершённая в 1805 году, икона Святого Николая в церкви «Сорока святых» в Яссах
Значительную часть работ Ефстафия Алтиниса составляет станковая живопись, в особенности портретистика.
Многочисленны портреты женщин.
Искусствоведы отмечают портрет митрополита Вениамина Костаки в молодости (озаглавленный «Вступление Вениамина Костаки в монашество».